# 미국 독립 전쟁의 해전
미국 독립 전쟁에서는 1775년부터 영국 해군과 대륙해군의 해군 전력이, 1778년부터는 프랑스 해군의 해군 전력이 개입한 일련의 전투가 벌어졌다. 비록 영국이 더 많은 수의 승리를 거두었지만, 이 전투들은 영국 육군 중장 찰스 콘월리스 백작의 항복으로 절정에 달했고, 이는 심각한 평화 협상의 시작과 결국 전쟁의 종결로 이어지는 직접적인 계기가 되었다. 적대 행위가 시작될 무렵, 해군중장 새뮤얼 그레이브스 휘하의 영국 북미 및 서인도 함대는 주요 식민지 항구를 봉쇄하고 애국자 공동체에 대한 습격을 감행했다. 영국 해군의 제해권 때문에 식민지군은 이러한 상황을 막기 위해 거의 아무것도 할 수 없었다. 1777년, 식민지 사략선들은 영국 해역에 침투하여 상선을 나포했고, 공식적으로는 중립국이었던 프랑스와 스페인 항구로 끌고 들어갔다. 영국에 도전하기 위해 프랑스는 1778년 2월 미국과 두 개의 조약을 체결했지만, 영국에 대한 선전포고는 하지 않았다. 프랑스 침공의 위험은 영국이 영국 해협에 병력을 집중시키도록 강요했고, 북미 주둔 병력은 공격에 취약해졌다.
프랑스는 1778년 6월 17일에 공식적으로 전쟁에 참전했고, 서반구로 파견된 프랑스 함선들은 그 해 대부분을 서인도 제도에서 보냈고, 7월부터 11월까지만 13개 식민지로 항해했다. 첫 번째 프랑스-미국 합동 작전에서 백작 샤를 앙리 데스탱 해군중장이 지휘하는 프랑스 함대는 뉴욕과 뉴포트에 상륙을 시도했지만, 조정 부족과 악천후의 복합적인 요인으로 인해 데스탱과 리처드 하우 해군중장의 해군 병력은 1778년 동안 교전하지 않았다. 프랑스 함대가 떠난 후, 영국군은 관심을 남부로 돌렸다. 1779년, 프랑스 함대는 서배너를 탈환하려는 미국군을 돕기 위해 돌아왔지만 실패했고, 영국군은 1782년 후반까지 점령지를 통제했다.
1780년, 장바티스트 드 로샹보 중장이 지휘하는 또 다른 함대와 6,000명의 병력이 뉴포트에 상륙했고, 얼마 지나지 않아 영국군에 의해 봉쇄되었다. 1781년 초, 장군 조지 워싱턴과 로샹보 백작은 서인도 제도로부터 프랑수아 조제프 폴 드 그라스 해군중장이 지휘하는 대규모 함대가 도착하는 것에 맞춰 체서피크만 지역에 주둔한 영국군에 대한 공격을 계획했다. 드 그라스 제독을 서인도 제도 주변에서 추적하던 영국 해군중장 조지 브리지스 로드니 경은 드 그라스의 출항 소식을 들었지만, 프랑스 제독의 목적지를 확신하지 못했다. 드 그라스가 함대의 일부를 유럽으로 돌려보낼 것이라고 믿은 로드니는 해군소장 새뮤얼 후드 경과 15척의 전열함을 북미에서 드 그라스의 목적지를 찾으라는 명령과 함께 파견했다. 병에 걸린 로드니는 회복하고 함대를 재정비하며 대서양 허리케인 시즌을 피하기 위해 함대의 나머지 부분과 함께 유럽으로 항해했다.
북아메리카와 서인도 제도의 영국 해군력은 프랑스와 스페인 연합 함대보다 약했으며, 영국 해군 지휘관들의 많은 망설임 끝에 프랑스 함대는 체서피크만을 장악하고 요크타운 근처에 병력을 상륙시켰다. 영국 왕립 해군은 9월 5일 핵심적인 체사피크만 해전에서 이 통제권을 다투려 했지만 토머스 그레이브스 해군소장은 패배했다. 프랑스 함선의 해상 보호를 받은 프랑스-미국 연합군은 콘월리스 장군이 지휘하는 영국군을 포위, 공격하여 항복시켰고, 북아메리카에서의 주요 작전을 마무리 지었다. 이 소식이 런던에 전해지자 프레더릭 노스 경의 정부는 무너졌고, 뒤이은 로킹엄 내각은 평화 협상에 들어갔다. 이는 1783년 파리 조약으로 절정에 달했으며, 조지 3세 조지 3세 국왕은 미국의 독립을 인정했다.

## 초기 활동, 1775–1778

### 첫 교전
1775년 4월 19일 렉싱턴 콩코드 전투는 뉴잉글랜드 전역에서 수천 명의 민병대를 보스턴 주변 마을로 불러들였다. 이들은 그 지역에 머물며 수가 늘어났고, 육상으로 보스턴 반도에 접근하는 모든 통로를 막아 영국군을 보스턴에 포위시켰다. 영국군은 항구가 영국 해군의 통제 아래 있었기 때문에 여전히 노바스코샤주, 프로비던스, 다른 지역에서 보급품을 배로 운반할 수 있었다. 1775년 봄에 영국 함대의 제해권과 어떤 종류의 반군 무장 선박도 전혀 없었기 때문에 식민지군은 이러한 선박 운송을 막기 위해 아무것도 할 수 없었다. 그럼에도 불구하고 영국군은 해상으로 도시에 보급품을 보낼 수 있었지만, 주민들과 영국군은 식량이 부족했고, 가격은 빠르게 상승했다. 해군중장 새뮤얼 그레이브스는 총독 토머스 게이지의 전반적인 지휘 아래 점령된 보스턴 주변에서 영국 왕립 해군을 지휘했다. 그레이브스는 노들 섬에 다양한 중요한 해군 보급품, 건초 및 가축을 보관하기 위해 창고를 빌렸는데, 그는 "이 시점에서는 대체하는 것이 거의 불가능하다"는 이유로 이를 보존하는 것이 중요하다고 생각했다.
포위전 동안, 도시의 보급품이 매일 부족해지자 영국군은 보급품을 약탈하기 위해 보스턴항으로 보내졌다. 그레이브스는 식민지군이 섬들을 공격할 수도 있다는 정보에 따라 노들 섬 근처에 경비정을 배치했다. 이들은 해병대 분견대를 포함한 롱보트였다. 해군 보급품을 보호하기 위해 정규군이나 해병대가 노들 섬에 배치되었는지 여부에 대해서는 자료마다 의견이 다르다. 이에 대응하여 식민지군은 노들 섬과 호그 섬에서 영국군에게 유용한 모든 것을 치우기 시작했다. 기함 HMS 프레스턴에 있던 그레이브스는 이를 알아차리고 경비 해병들에게 노들 섬에 상륙하라는 신호를 보냈고, 그의 조카인 토머스 그레이브스 중위가 지휘하는 무장 스쿠너 다이애나에게 첼시 크릭으로 항해하여 식민지군의 경로를 차단하라는 명령을 내렸다. 이 첼시 크릭 전투로 인해 영국 병사 두 명이 사망하고 다이애나는 나포되어 불탔다. 이 좌절로 인해 그레이브스는 보스턴과 찰스타운 사이의 얕은 바다에 주둔했던 HMS 서머셋을 보스턴 동쪽의 더 깊은 바다로 이동시켰는데, 이곳에서는 육지에서 포격당할 경우 기동성이 향상될 수 있었다. 그는 또한 뒤늦게 정규군 분견대를 파견하여 노들 섬을 확보하도록 했지만, 식민지군은 이미 오래전에 섬의 가치 있는 모든 것을 제거하거나 파괴했다.
건설 자재 및 기타 보급품에 대한 필요성으로 인해 그레이브스 제독은 왕당파 상인이 그의 두 선박인 유니티와 폴리를 보스턴에서 메인의 매카이아스로 보내도록 승인했으며, 그레이브스의 기함 프레스턴의 사관후보생 제임스 무어가 지휘하는 무장 스쿠너 마가레타가 호위했다. 무어는 또한 1775년 2월 애국자 조종사에 의해 매카이아스 만에 좌초된 것으로 보이는 HMS 핼리팩스의 잔해에서 회수할 수 있는 것을 회수하라는 명령도 받았다. 격렬한 협상 끝에 매카이아스 주민들은 짧은 전투 끝에 상선과 스쿠너를 나포했고, 무어는 전사했다. 제레미아 오브라이언은 즉시 나포된 세 척의 선박 중 한 척에 흉벽을 장착하고 마가레타에서 가져온 총과 선회포로 무장한 후 이름을 매카이아스 리버티로 변경했다. 1775년 7월, 제레미아 오브라이언과 벤자민 포스터는 영국 무장 스쿠너 딜리전트와 타타마구치를 추가로 나포했는데, 이들의 장교들은 벅스 하버 근처 육지에 상륙했을 때 나포되었다. 1775년 8월, 지방 의회는 그들의 노력을 공식적으로 인정하여 매카이아스 리버티와 딜리전트 모두를 매사추세츠 해군에 편입시켰고, 제레미아 오브라이언을 그들의 지휘관으로 임명했다. 이 지역 사회는 전쟁이 끝날 때까지 사략 활동의 기지가 될 것이었다.

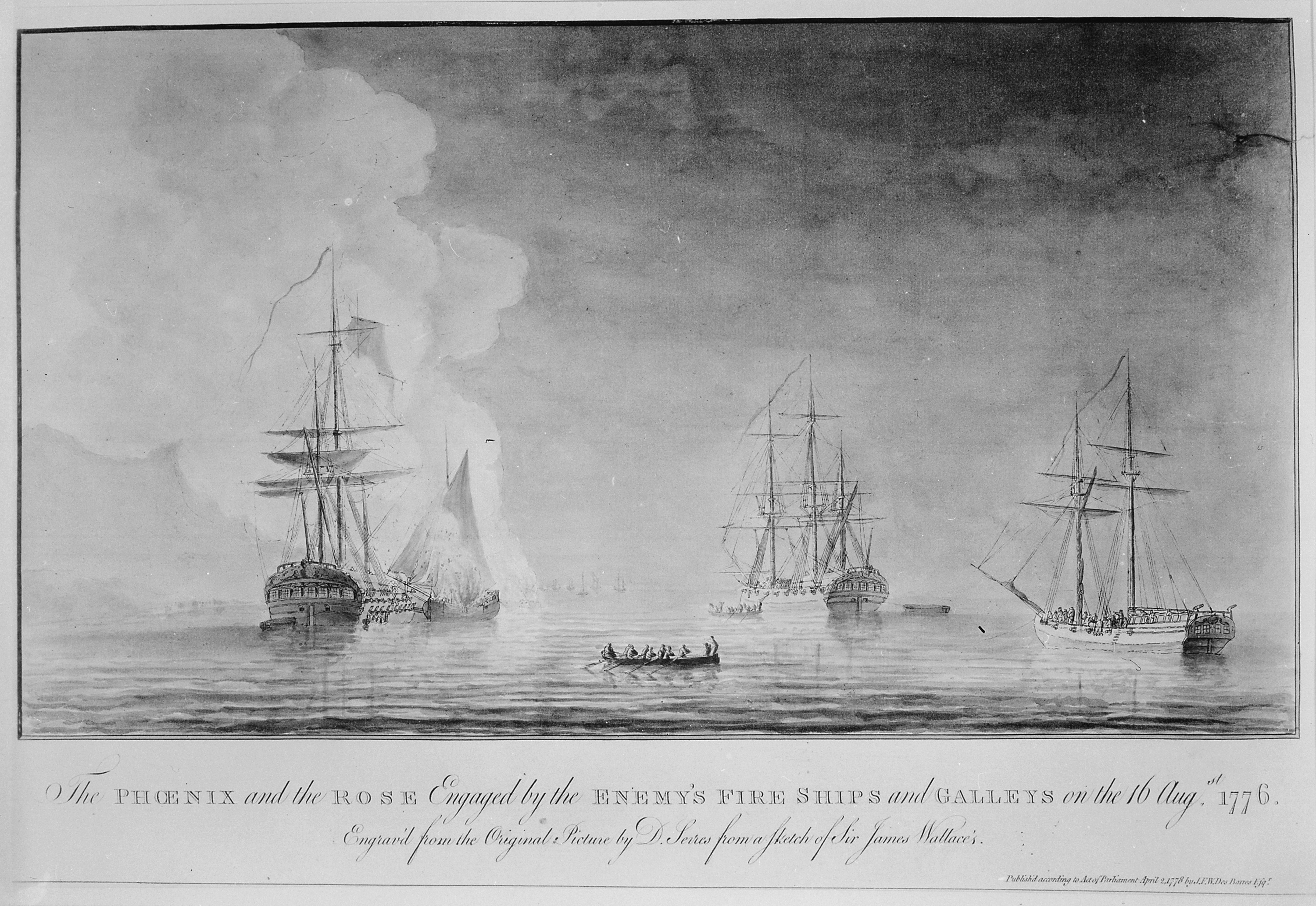
1776년 8월 16일 식민지 화공선과 갤리선에 맞선 영국 함선 피닉스와 로즈

그들의 저항과 다른 해안 공동체의 저항으로 인해 그레이브스는 10월에 보복 원정을 승인했으며, 이 원정의 유일한 중요한 행위는 팔머스 소각이었다. 8월 30일, 로즈를 지휘하는 영국 왕립 해군 제임스 월리스 대령은 스토닝턴 마을 사람들이 로즈'의 보조선이 항구로 추격해 들어온 선박을 나포하는 것을 막자 마을에 포격했다. 월리스는 또한 10월에 브리스틀 마을 사람들이 그에게 가축을 넘겨주기를 거부하자 포격했다. 이러한 행동에 대한 식민지 내의 분노는 제2차 대륙회의가 대륙해군을 설립하는 법안을 통과시키는 데 기여했다. 미 해군은 1775년 10월 13일을 공식적인 창설일로 인정한다. 제2차 대륙회의는 1775년 말에 대륙해군을 창설했다. 이날, 의회는 영국 상선에 대한 순찰을 위해 두 척의 무장 선박 구매를 승인했으며, 이 선박들은 앤드류 도리아와 캐봇이 되었다. 최초로 취역한 함선은 11월 4일에 구매되어 12월 3일 더들리 살턴스톨 함장에 의해 취역한 알프레드였다. 존 애덤스는 1775년 11월 28일 의회에서 채택된 최초의 통치 규정을 초안했으며, 이 규정은 혁명 기간 내내 유효했다. 대륙회의에서 재고된 로드아일랜드 결의안은 1775년 12월 13일에 통과되어, 향후 3개월 이내에 32문함 5척, 28문함 5척, 24문함 3척 등 13척의 프리깃 건조를 승인했다.

### 대륙해군의 창설

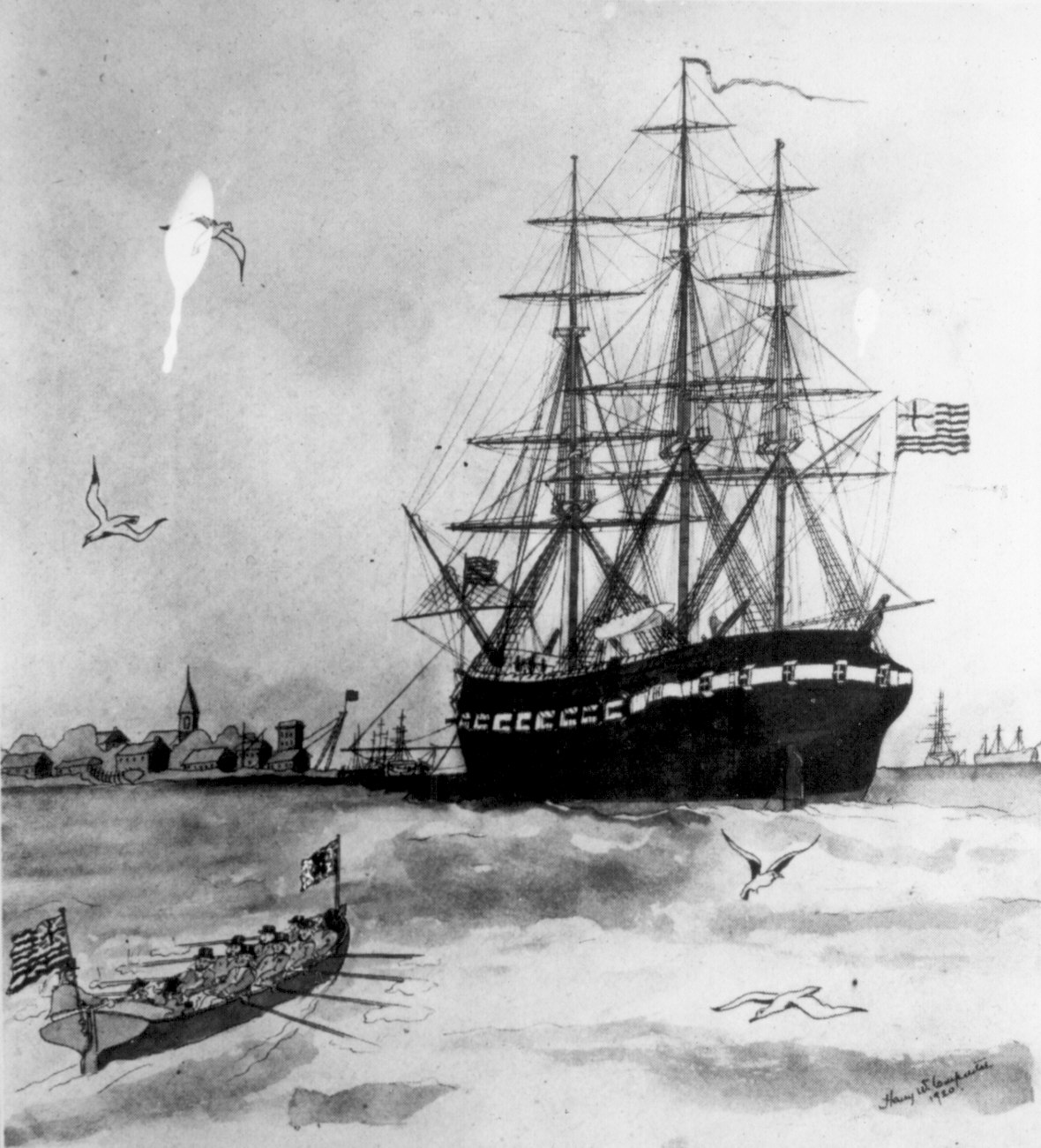
대륙해군의 첫 함선 중 하나인 USS 알프레드 가 처녀 항해를 준비하고 있다

대륙육군에 사용 가능한 화약이 절실히 부족했기 때문에 의회는 해상 원정을 조직했는데, 그 목표 중 하나는 나소의 군사 물자를 점령하는 것이었다. 의회가 원정을 지휘하도록 선택된 함대장 에세크 홉킨스에게 발행한 명령에는 버지니아주와 캐롤라이나주 해안선에서 영국 해군 목표물에 대한 순찰 및 습격 지시만 포함되어 있었지만, 추가 지시가 의회 해군 위원회의 비밀 회의에서 홉킨스에게 주어졌을 수도 있다. 홉킨스가 1776년 2월 17일 델라웨어주 헨로펀 곶에서 출항하기 전에 함대 함장들에게 내린 지시에는 바하마의 그레이트 아바코 섬에서 합류하라는 지시가 포함되어 있었다. 홉킨스가 출항시킨 함대는 알프레드, 호넷, 와스프, 플라이, 앤드류 도리아, 캐봇, 프로비던스, 그리고 콜럼버스로 구성되었다. 선박 승무원 외에도 새뮤얼 니콜라스가 지휘하는 200명의 해병이 탑승했다. 3월 초, 함대(항해 중 얽힌 삭구로 인해 한 척이 줄어들었다)는 뉴프로비던스섬에 해병을 상륙시켜 바하마의 나소 마을을 점령했다. 함대 선박에 군사 물자를 싣고(나포된 두 척의 노획함을 포함하여 확장되었다), 함대는 3월 17일 북쪽으로 항해했으며, 한 척은 필라델피아로 파견되었고 나머지 함대는 브라운 주지사와 다른 관리들을 포로로 태운 채 블록아일랜드 수로로 항해했다. 발열 및 천연두를 포함한 다양한 질병의 발생으로 승무원의 효율성이 크게 저하되었다.
귀항은 함대가 롱아일랜드 해역에 도달할 때까지 별다른 사건 없이 진행되었다. 4월 4일, 함대는 보급품을 가득 실은 노획선 호크를 조우하여 나포했다. 다음 날에는 더 많은 무기와 화약을 포함한 보급품을 가득 실은 두 번째 노획선 볼튼이 나타났다. 더 많은 쉬운 노획물을 잡기를 바라며, 홉킨스는 그날 밤에도 블록아일랜드 해상에서 순찰을 계속했으며, 함대를 두 개의 종대로 정찰 대형으로 구성했다. 노획선에 인원을 배치해야 했기 때문에 함대의 전투 효율성은 더욱 떨어졌다. 함대는 마침내 4월 6일에 저항에 부딪혔는데, 이때 강력하게 무장된 6급함인 글래스고를 만났다. 이어진 교전에서 수적 열세였던 글래스고는 나포를 피하는 데 성공했지만, 그 과정에서 캐봇에 심각한 손상을 입혔고, 홉킨스의 아들 존 버로우스 홉킨스 함장이 부상을 입었으며, 11명의 사상자가 발생했다. 앤드류 도리아의 함장 니콜라스 비들은 이 전투를 "혼란스러웠다"고 묘사했다. 그들은 4월 8일 뉴런던에 도착했다.
존 핸콕 대륙회의 의장은 함대의 성과에 대해 홉킨스를 칭찬했지만, 글래스고를 나포하지 못한 것은 의회 안팎의 해군 반대자들에게 비판의 기회를 제공했다. 니콜라스 비들은 이 작전에 대해 "더 경솔하고 잘못 지휘된 사건은 결코 없었다"고 썼다. 콜럼버스 함장 에이브러햄 위플은 한동안 비겁하다는 소문과 비난에 시달렸지만, 결국 자신의 이름을 명예롭게 하기 위해 군사법원을 요청했다. 5월 6일, 순항에 참여했던 장교들로 구성된 패널에 의해 열린 군사법원에서 그는 비겁죄는 무혐의 처분을 받았지만, 판단 착오에 대해 비판받았다. 프로비던스 함장 존 해저드는 그리 운이 좋지 않았다. 글래스고 작전 중 직무 태만을 포함한 다양한 위반 혐의로 부하 장교들에게 고발당한 그는 군사법원에서 유죄 판결을 받고 임관을 포기해야 했다.
홉킨스 준장은 이 작전과 관련 없는 문제로 의회의 조사를 받았다. 그는 나소로 항해하는 대신 버지니아와 캐롤라이나로 항해하라는 서면 명령을 위반했으며, 항해 중에 나포한 물품을 의회에 상의하지 않고 코네티컷주와 로드아일랜드주에 배포했다. 그는 이러한 위반에 대해 견책을 받았고, 추가적인 논란으로 인해 1778년 1월 해군에서 해임되었다(함대의 여러 함선은 승무원 부족에 시달렸고, 1776년 말 뉴포트에 대한 영국군의 점령으로 프로비던스에 갇히게 되었다). 미국군은 뉴포트를 기지로 사용하는 영국 함선의 지원을 받는 영국 수비대를 몰아낼 만큼 충분히 강하지 못했다.
섐플레인호에서 베네딕트 아널드는 진격하는 영국군으로부터 허드슨강의 최상류 항해 가능한 지역으로의 접근을 보호하기 위해 12척의 선박 건조를 감독했다. 영국 함대가 발쿠르섬 전투에서 아널드의 함대를 파괴했지만, 호수에 함대가 주둔하면서 영국군이 타이컨더로가 요새를 점령하기 전까지 겨울이 올 때까지 영국군의 진격을 충분히 늦출 수 있었다. 1776년 중반까지 의회에서 승인한 13척의 프리깃을 포함한 여러 선박이 건조 중이었지만, 그 효과는 제한적이었다. 그들은 강력한 영국 왕립 해군에 완전히 압도당했고, 거의 모든 선박이 1781년까지 나포되거나 침몰했다.
사략선은 의회에서 발급된 사략면장 1,697건으로 어느 정도 성공을 거두었다. 개별 주와 유럽 및 카리브해의 미국 요원들도 임관장을 발급했다. 중복을 고려하면, 다양한 당국이 2,000건 이상의 임관장을 발급했다. 로이즈는 양키 사략선들이 2,208척의 영국 선박을 나포하여 당시 상당한 금액인 거의 6,600만 달러에 달했다고 추정했다.

## 프랑스 참전, 1778년–1780년

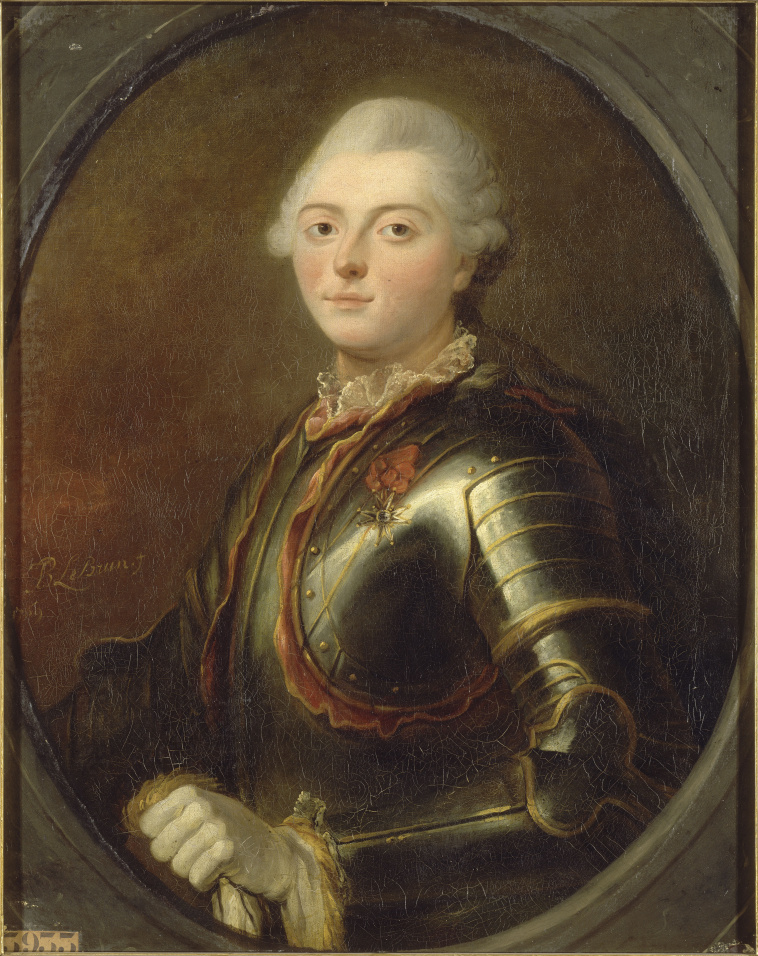
1769년 장바티스트 르브룅이 그린 데스탱 백작의 초상화

### 프랑스의 움직임
미국과의 첫 주요 협력 시도로 프랑스는 1778년 4월 샤를 앙리 데스탱 백작 해군중장을 전열함 12척과 일부 프랑스 육군 병력을 이끌고 북미로 파견했으며, 델라웨어강에서 영국 북미 함대를 봉쇄하라는 명령을 받았다. 비록 영국 지도자들은 데스탱이 북미로 향할 가능성이 있다는 초기 정보를 가지고 있었지만, 정부와 해군 내의 정치적 및 군사적 의견 차이로 인해 영국군의 대응이 지연되어 그가 지브롤터 해협을 무사히 통과할 수 있었다. 존 바이런 해군중장이 지휘하는 13척의 전열함으로 구성된 함대가 추격하기 위해 유럽 해역을 떠난 것은 6월 초가 되어서였다. 데스탱의 대서양 횡단은 3개월이 걸렸지만, 바이런(날씨 운이 좋지 않아 "악천후 잭"이라 불렸다)도 악천후로 지연되어 8월 중순이 되어서야 뉴욕에 도착했다.
영국군은 데스탱이 도착하기 전에 필라델피아를 뉴욕시로 철수했고, 데스탱의 함대가 7월 초 델라웨어만(灣)에 도착했을 때 영국 북미 함대는 더 이상 강에 없었다. 데스탱은 뉴욕으로 항해하기로 결정했지만, 그곳의 잘 방어된 항구는 프랑스 함대에 엄청난 난관을 제시했다. 프랑스군과 그들의 미국인 도선사들은 그의 가장 큰 함선들이 모래톱을 넘어 뉴욕 항구로 들어갈 수 없다고 믿었기 때문에, 그들의 지도자들은 영국이 점령한 로드아일랜드 뉴포트에 병력을 배치하기로 결정했다. 데스탱이 항구 밖에 있는 동안, 영국 중장 헨리 클린턴 경과 리처드 하우 해군중장은 2,000명의 병력을 실은 수송 함대를 롱아일랜드 해협을 통해 뉴포트 증원을 위해 파견했다. 이들은 7월 15일 목적지에 도달하여 소장 로버트 피곳 경의 주둔 병력을 6,700명 이상으로 늘렸다.

### 뉴포트에 프랑스군 도착

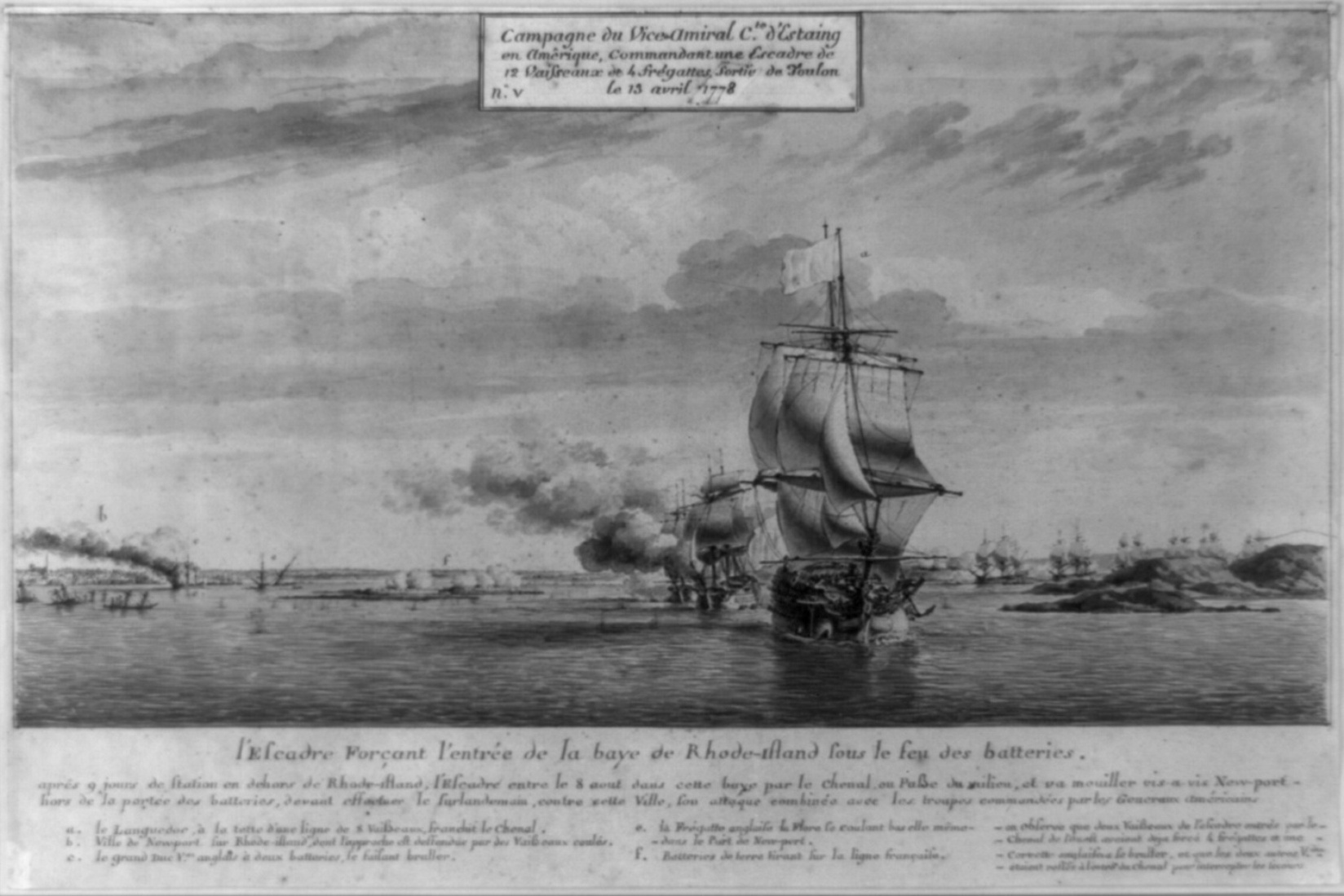
1778년 8월 8일 뉴포트에 도착한 데스탱의 함대. 피에르 오잔의 판화.

7월 22일, 영국군이 프랑스 함선이 모래톱을 건널 만큼 조수가 충분히 높다고 판단했을 때, 데스탱은 대신 뉴욕 항구 밖의 위치에서 항해했다. 그는 처음에는 남쪽으로 항해하다가 북동쪽으로 뉴포트를 향해 방향을 돌렸다. 뉴욕의 영국 함대는 리처드 하우 경이 지휘하는 8척의 전열함으로 구성되어 있었는데, 데스탱의 목적지가 뉴포트라는 것을 알게 되자 그를 추격하여 출항했다. 데스탱은 7월 29일 주디스 곶 근처에 도착하여 즉시 너새니얼 그린 소장과 라파예트 후작 소장과 만나 공격 계획을 수립했다. 존 설리번 소장의 제안은 미국군이 티버턴에서 아퀴드넥섬 (로드아일랜드) 동쪽 해안으로 건너가고, 프랑스군은 코나니컷섬을 집결지로 사용하여 서쪽에서 건너와 섬 북부의 버츠힐에 있는 영국군 분견대를 차단하는 것이었다. 다음 날, 데스탱은 프리깃함을 새코넷강 (아퀴드넥섬 동쪽 수로)과 뉴포트로 이어지는 주 수로로 보냈다.
연합군의 의도가 명확해지자 피곳 장군은 방어 태세로 병력을 재배치하기로 결정하고 코나니컷 섬과 버츠 힐에서 병력을 철수시켰다. 그는 또한 거의 모든 가축을 도시로 옮기고, 시야 확보를 위해 과수원을 평탄화하며, 마차와 수레를 파괴하도록 명령했다. 도착하는 프랑스 함선들은 그의 지원 함선 중 일부를 좌초시켰고, 이들은 나포를 막기 위해 불태워졌다. 프랑스 함대가 뉴포트 항구를 향해 수로를 따라 진격하자 피곳은 프랑스군이 뉴포트 항구에 접근하는 것을 막기 위해 남은 함선들을 침몰시키도록 명령했다. 8월 8일 데스탱은 함대의 대부분을 뉴포트 항구로 이동시켰다.
8월 9일 데스탱은 4,000명의 병력 중 일부를 인근 코나니컷 섬에 상륙시키기 시작했다. 같은 날 설리번 장군은 피곳이 버츠 힐을 포기했다는 사실을 알게 되었다. 데스탱과의 합의와 달리 설리번은 영국군이 그곳을 다시 점령할 수도 있다고 우려하여 병력을 건너가 그 고지를 점령했다. 비록 데스탱은 나중에 이 행동을 승인했지만, 그의 초기 반응과 일부 장교들의 반응은 불찬성하는 것이었다. 존 로렌스는 이 행동이 "프랑스 장교들에게 많은 불쾌감을 주었다"고 썼다. 설리번은 데스탱과 회의를 하러 가던 중 후자가 하우 제독의 함대가 도착했다는 소식을 들었다.

### 폭풍 피해
하우 경의 함대는 뉴욕을 떠나는 데 역풍으로 인해 지연되었고, 8월 9일 주디스 곶 근처에 도착했다. 데스탱의 함대가 하우의 함대보다 수적으로 우세했기 때문에, 프랑스 제독은 하우가 추가로 증원되어 결국 수적 우위를 점할 것을 우려하여 프랑스 병력을 다시 승선시키고 8월 10일 하우와 교전하기 위해 출항했다. 두 함대가 전투를 준비하고 위치를 잡으면서 날씨가 악화되었고, 대규모 폭풍이 발생했다. 이틀 동안 맹렬하게 몰아친 폭풍은 양 함대를 흩어지게 했고, 프랑스 기함에 심각한 손상을 입혔다. 또한 8월 11일 프랑스 지원 없이 뉴포트를 공격하려던 설리번의 계획을 좌절시켰다. 설리번이 프랑스 함대의 귀환을 기다리는 동안, 그는 공성 작전을 시작하여 8월 15일 영국군 전선에 더 가까이 다가가고 다음 날 뉴포트 북쪽의 요새화된 영국군 전선의 북동쪽에 참호를 개방했다.
두 함대가 재정비를 시도하는 동안, 개별 함선들은 적 함선들과 마주쳤고, 몇 차례의 소규모 해상 교전이 벌어졌다. 이 교전에서 두 척의 프랑스 함선(데스탱의 기함 포함)은 이미 폭풍 피해를 입은 상태에서 크게 손상되었다. 프랑스 함대는 델라웨어 해상에서 재정비하여 8월 20일 뉴포트로 돌아왔고, 영국 함대는 뉴욕에서 재정비했다.
수리 작업을 위해 즉시 보스턴으로 항해하라는 함장들의 압력에도 불구하고, 데스탱 제독은 대신 뉴포트로 항해하여 미국인들에게 도움을 줄 수 없음을 알렸다. 8월 20일 도착하자마자 그는 설리번에게 이 사실을 알렸고, 그들의 도움으로 영국군이 단 하루나 이틀 만에 항복할 수 있을 것이라는 간청을 거절했다. 이 결정에 대해 데스탱은 이렇게 썼다. "6천 명의 병력이 잘 참호화되어 있고, 그들이 참호를 파놓은 요새 앞에서 이들이 24시간이나 이틀 만에 점령될 수 있다고 스스로를 설득하는 것은 [...] 어려웠다." 뉴포트에 프랑스 함대가 머무는 것에 대한 어떠한 생각도 데스탱의 함장들에 의해 반대되었는데, 그는 프랑스 육군에서 복무한 후 해군에서 높은 계급으로 부임했기 때문에 그들과 어려운 관계를 가지고 있었다. 데스탱은 8월 22일 보스턴으로 항해했다.

### 데스탱, 보스턴에 도착

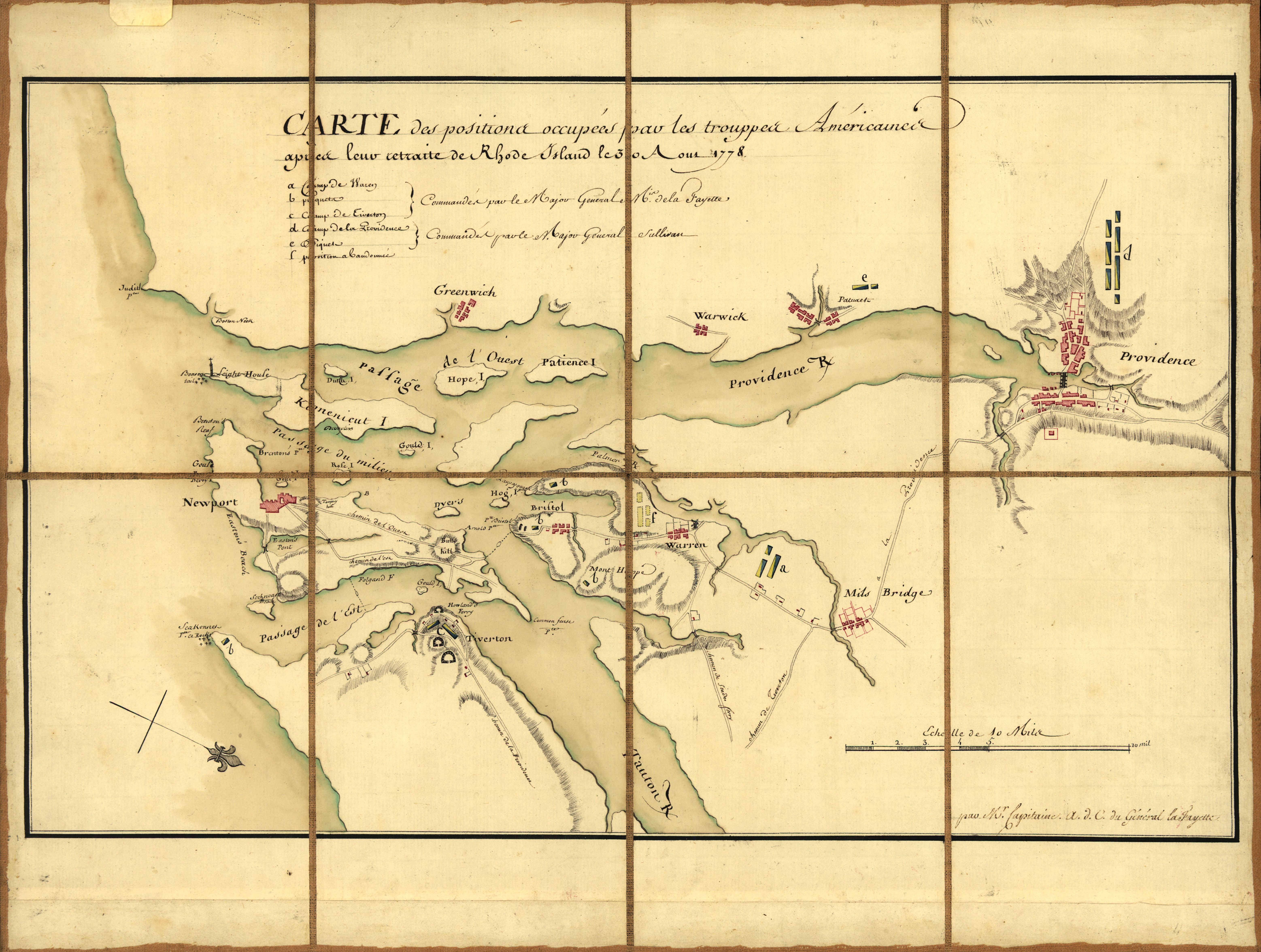
1778년 8월 30일, 로드아일랜드 전역 중 뉴포트 만 주변에 라파예트 장군과 설리번 장군의 위치를 보여주는 1778년 프랑스 군사 지도

프랑스의 결정은 미국군과 그 지휘관들 사이에 분노의 물결을 불러일으켰다. 너새니얼 그린 장군은 존 로렌스가 "현명하고 기개 있는" 것이라고 칭한 불만을 썼지만, 존 설리번 장군은 덜 외교적이었다. 많은 선동적인 언어가 담긴 서한에서 그는 데스탱의 결정을 "프랑스의 명예를 훼손하는 것"이라고 불렀고, 나중에 냉정한 판단이 우세했을 때 억압된 일일 명령서에 추가 불만을 포함했다. 미국 작가들은 프랑스의 결정을 "탈영"이라고 불렀고, 그들이 "가장 비열한 방식으로 우리를 떠났다"고 언급했다.
프랑스군의 철수는 미국 민병대의 대규모 이탈을 초래하여 미군의 병력을 크게 줄였다. 8월 24일, 설리번은 조지 워싱턴 장군으로부터 클린턴이 뉴욕에서 구원군을 집결시키고 있다는 경고를 받았다. 그날 저녁, 그의 협의회는 섬 북부의 진지로 철수하기로 결정했다. 설리번은 계속해서 프랑스의 지원을 요청했으며, 라파예트를 보스턴으로 파견하여 데스탱과 추가 협상을 진행했다.
그동안 뉴욕의 영국군은 가만히 있지 않았다. 하우 경은 프랑스 함대를 우려하고 바이런의 폭풍에 휩쓸린 함대에서 온 선박들이 추가로 증원되자, 데스탱이 보스턴에 도착하기 전에 그를 잡기 위해 출항했다. 클린턴 장군은 찰스 그레이 소장이 지휘하는 4,000명의 병력을 조직하여 8월 26일 뉴포트를 향해 출항했다.
설리번 장군의 선동적인 글은 프랑스 함대가 보스턴에 도착하기 전에 도착했다. 데스탱 제독의 초기 반응은 위엄 있는 침묵이었다고 전해진다. 워싱턴과 대륙회의의 압력 아래, 정치인들은 이 사건을 무마하기 위해 노력했고, 라파예트가 보스턴에 도착했을 때 데스탱은 기분이 좋았다. 데스탱은 심지어 미국군을 지원하기 위해 육로로 병력을 이끌겠다고 제안하기도 했다. "3년 전에는 변호사였고, 분명히 의뢰인들에게 불편했을 한 남자의 지휘 아래 보병 대령이 되겠다고 제안했다."
피곳 장군은 클린턴으로부터 구원군을 기다리지 않아 미국군이 섬에 갇힐 수도 있었던 것을 놓쳤다는 이유로 심한 비판을 받았다. 그는 얼마 지나지 않아 뉴포트를 떠나 영국으로 갔다. 뉴포트는 전쟁으로 경제가 파탄 난 채 1779년 10월 영국군에 의해 버려졌다.

### 다른 활동

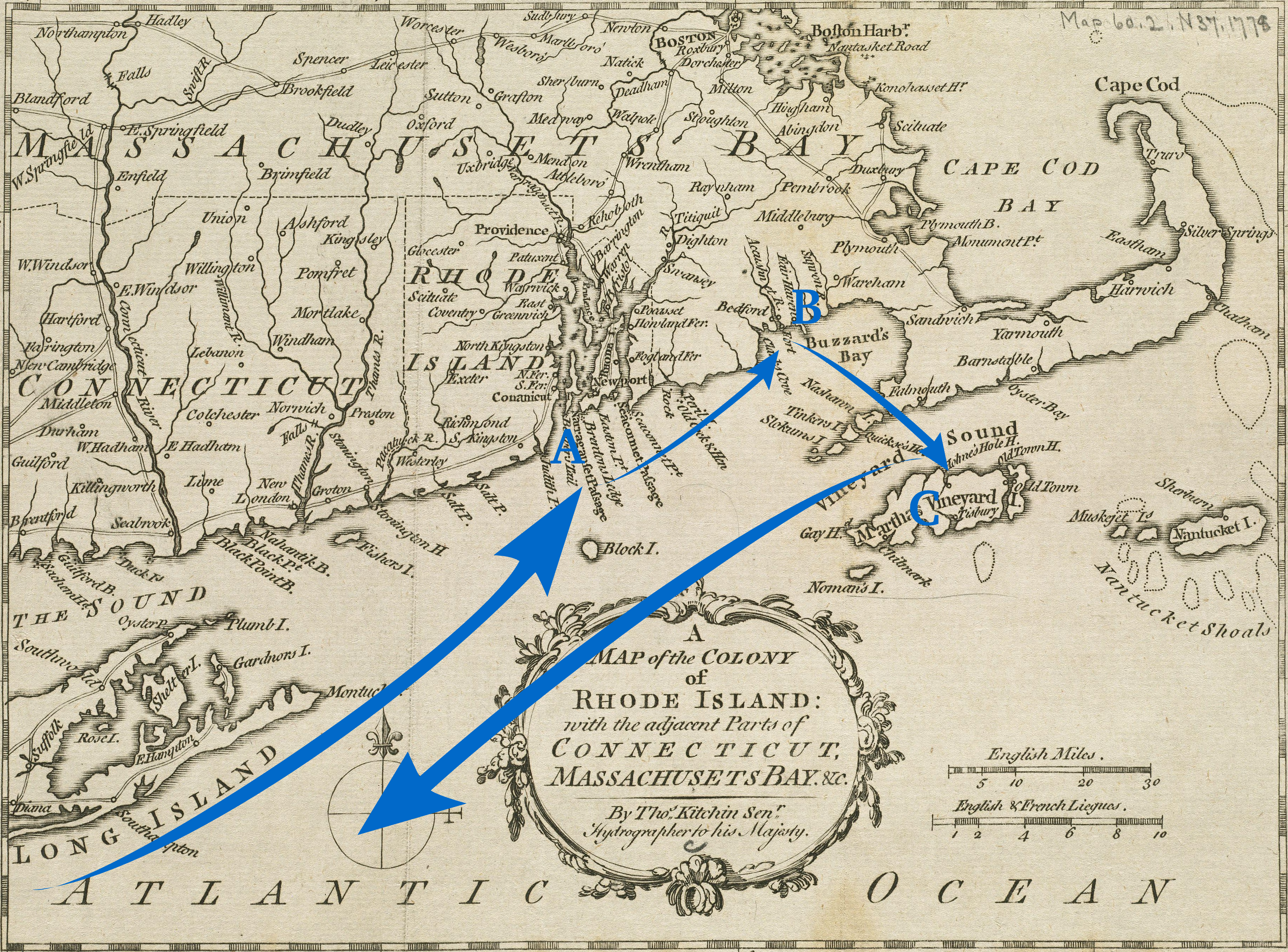
뉴포트에서 뉴베드퍼드와 페어헤이븐으로 이동하여 마서스비니어드에서 끝난 그레이의 습격과 뉴욕으로 돌아가는 경로를 보여주는 1778년 지도

클린턴과 그레이의 구원군은 9월 1일 뉴포트에 도착했다. 위협이 사라졌음을 감안하여 클린턴은 대신 그레이에게 매사추세츠 해안의 여러 공동체를 습격하라고 명령했다. 하우 제독은 8월 30일 하우가 도착했을 때 난태스켓 도로에서 강력한 위치를 유지하던 데스탱을 따라잡는 데 실패했다. 9월에 하우의 뒤를 이어 뉴욕 기지 사령관이 된 바이런 제독도 데스탱을 봉쇄하는 데 실패했다. 그의 함대는 보스턴 해상에 도착했을 때 폭풍으로 흩어졌고, 데스탱은 서인도 제도로 향하며 항해했다.
뉴욕의 영국 해군은 무위도식하지 않았다. 조지 콜리어 해군중장은 체서피크만부터 코네티컷에 이르는 해안 공동체에 대한 여러 차례의 상륙 습격에 참여했으며, 허드슨강 계곡에서 미국 방어선을 탐사했다. 대규모로 강을 거슬러 올라가 스토니 포인트의 핵심 전초 기지 점령을 지원했지만, 더 이상 진격하지 않았다. 클린턴이 습격 원정을 위해 병력을 줄여 주둔군을 약화시키자, 워싱턴은 반격을 조직했다. 준장 앤서니 웨인은 오직 총검만을 사용하여 스토니 포인트를 탈환했다. 미국군은 그곳을 점령하지 않기로 결정했지만, 그해 말 프랑스군과의 협력 실패로 인해 서배너에서 영국군을 몰아내려는 시도가 실패하자 그들의 사기는 큰 타격을 받았다. 조지아의 통제권은 1779년 7월 공식적으로 왕실 총독인 제임스 라이트에게 반환되었지만, 후방 지역은 1780년 찰스턴 포위전 이후에야 영국군 통제하에 들어왔다. 애국군은 1781년 포위전으로 오거스타를 탈환했지만, 서배너는 1782년까지 영국군 손에 남아 있었다. 서배너에서 입은 피해로 인해 마르세유, 젤레, 사기테르, 프로텍퇴르, 익스페리멘트는 수리를 위해 툴롱으로 돌아가야 했다.
존 폴 존스는 1778년 4월 잉글랜드 서부 도시 화이트헤이븐을 습격하여 북미 밖에서 미국군에 의한 첫 교전을 벌였다.

## 요크타운 전역

### 1781년 프랑스와 미국의 계획

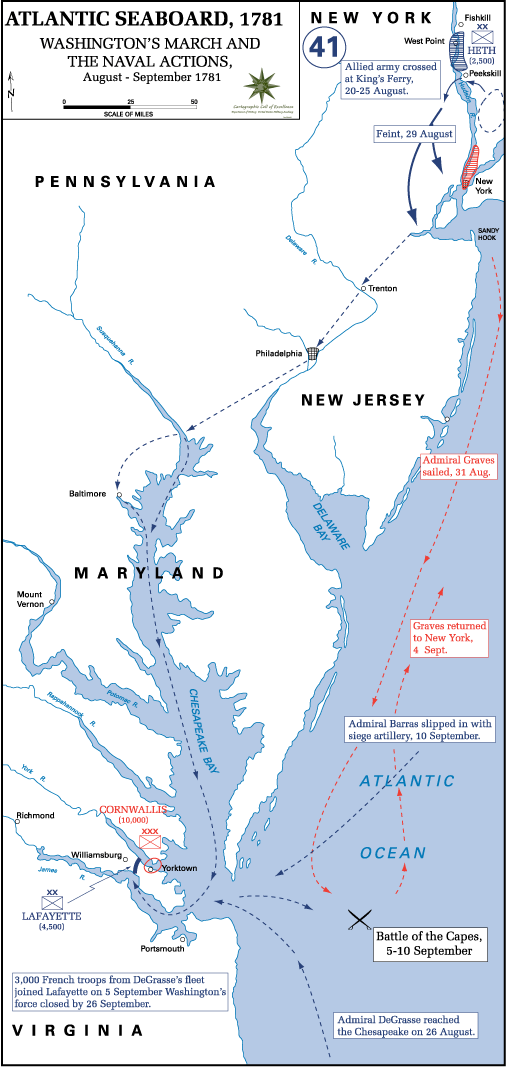
작전 중 해군 이동을 보여주는 동해안 지도

프랑스 군사 기획자들은 1781년 전역을 위해 상충되는 요구 사항의 균형을 맞춰야 했다. 로드아일랜드와 서배너에서 실패한 공격으로 이어진 미국과의 협력 시도가 성공하지 못한 후, 그들은 북미에서의 더 적극적인 참여가 필요하다는 것을 깨달았다. 그러나 그들은 또한 영국 요새 자메이카에 대한 공격을 감행할 잠재적 관심이 있는 스페인과의 행동을 조율해야 했다. 스페인군은 포위된 지브롤터를 강화하려는 영국의 예상 시도에 대처한 후까지 자메이카에 대한 작전에는 관심이 없었으며, 단지 서인도 제도 함대의 움직임에 대한 정보를 받기만 원했다.
1781년 3월 프랑스 브레스트에서 프랑스 함대가 출항을 준비하는 동안 몇 가지 중요한 결정이 내려졌다. 해군소장 프랑수아 조제프 폴 드 그라스가 지휘하는 서인도 제도 함대는 윈드워드 제도에서의 작전 후 카프프랑세(현재 카프아이시앵, 아이티)로 가서 스페인 작전을 지원하는 데 필요한 자원을 결정하도록 지시받았다. 수송선 부족으로 프랑스는 추가 병력 대신 미국 전쟁 노력을 지원하기 위해 6백만 리브르를 약속했다. 뉴포트의 프랑스 함대는 자크멜키오르 드 바라스 백작에게 새로운 지휘권이 주어졌다. 그는 뉴포트 함대를 이끌고 노바스코샤와 뉴펀들랜드 해상에서 영국 선박을 괴롭히라는 명령을 받았고, 뉴포트의 프랑스 육군은 뉴욕 외곽의 워싱턴 군대와 합류하도록 명령받았다. 조지 워싱턴 장군에게 의도적으로 완전히 공유되지 않은 명령에서 드 그라스는 카프프랑세에 정박한 후 북미 작전을 지원하도록 지시받았다. 프랑스 중장 장바티스트 드 로샹보 백작은 워싱턴에게 드 그라스가 지원할 수 있을지도 모른다고 말하되, 어떤 약속도 하지 말라고 지시받았다(워싱턴은 파리에 주둔하던 존 로렌스로부터 드 그라스가 북쪽으로 올 재량권이 있다는 것을 알게 되었다).

### 개전

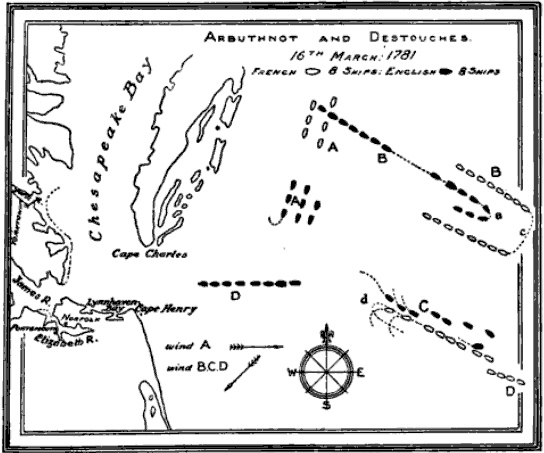
헨리 곶 해전 전술도:
A: 함대들이 서로 시야에 들어옴
B: 첫 번째 방향 전환
C: 두 번째 방향 전환
D: 교전 종료

1780년 12월, 클린턴 장군은 지난 9월에 전향한 베네딕트 아널드 준장을 약 1,700명의 병력과 함께 포츠머스를 요새화하고 습격 임무를 수행하도록 버지니아로 보냈다. 워싱턴은 아널드에 맞서기 위해 라파예트 후작을 소규모 병력과 함께 남쪽으로 보냈다. 라파예트의 군대와 프랑스 해군 분견대 사이에 아널드를 가두기 위해 워싱턴은 뉴포트에 주둔한 프랑스 함대 사령관 데스투슈 기사에게 도움을 요청했다. 데스투슈는 롱아일랜드 동쪽 끝 가디너스만에 정박한 더 큰 영국 북미 함대에 의해 움직임이 제한되어 도울 수 없었다.
2월 초, 폭풍으로 손상된 영국 함선에 대한 보고를 받은 후, 데스투슈는 뉴포트 기지에서 해상 원정을 보내기로 결정했다. 2월 9일, 아르노 데 가르두르 드 틸리 함장은 세 척의 함선(전열함 에베유, 프리깃 쉬르베일랑트, 장틸)과 함께 뉴포트를 출항했다. 4일 후 드 틸리가 포츠머스 근해에 도착했을 때, 아널드는 수심이 얕은 자신의 함선들을 엘리자베스강으로 후퇴시켰고, 프랑스 대형 함선들은 따라갈 수 없었다. 아널드의 진지를 공격할 수 없었던 드 틸리는 뉴포트로 돌아갈 수밖에 없었다. 귀항하는 길에 프랑스군은 그들의 움직임을 조사하기 위해 파견된 44문의 프리깃 HMS 로물루스를 나포했다. 이 성공과 워싱턴 장군의 간청으로 데스투슈는 대규모 작전을 개시할 수 있었다. 3월 8일, 워싱턴은 뉴포트에 있었고, 데스투슈는 체서피크에 도착하면 육상 작전에 사용할 1,200명의 병력을 싣고 전 함대와 함께 출항했다.
북미 주둔 영국 함대 사령관 매리엇 아버스넛 해군중장은 데스투슈가 무언가를 계획하고 있다는 것을 알고 있었지만, 데스투슈의 출항 소식을 3월 10일이 되어서야 알게 되었고, 즉시 가디너스만에서 함대를 이끌고 추격에 나섰다. 그는 유리한 바람의 이점을 얻어 3월 16일 헨리 곶에 도착했는데, 데스투슈보다 약간 앞서 있었다. 비록 전술적인 패배를 겪었지만, 아버스넛은 체서피크만으로 진입할 수 있었고, 이는 데스투슈 임무의 원래 의도를 좌절시키고 프랑스 함대를 뉴포트로 돌아가도록 강요했다. 수송선들이 아널드를 증원하기 위해 2,000명의 병력을 수송한 후, 아버스넛은 뉴욕으로 돌아갔다. 그는 7월에 기지 사령관직을 사임하고 영국으로 떠났는데, 이는 클린턴 장군과의 폭풍 같고 어렵고 비생산적인 관계를 끝내는 것이었다.

### 함대의 도착

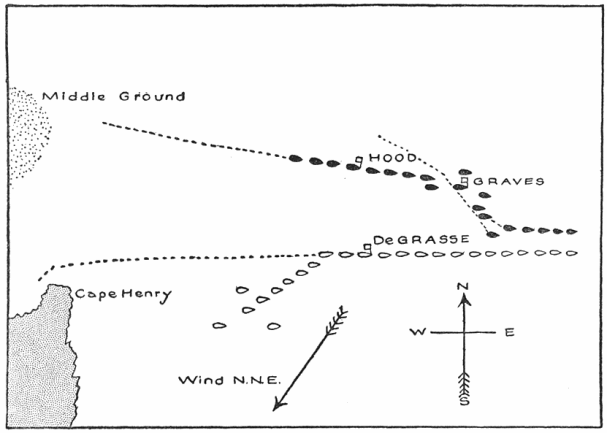
1781년 9월 5일 체사피크만 단종진 도표

프랑스 함대는 3월 22일 브레스트에서 출항했다. 영국 함대는 지브롤터 재보급 준비에 바빴고, 출항을 막으려 하지 않았다. 프랑스 함대가 출항한 후, 서신 운반선 콩코드는 바라스 백작, 로샹보의 명령, 그리고 6백만 리브르의 신용장을 싣고 뉴포트로 항해했다. 나중에 별도로 보낸 파견에서 드 그라스 제독은 또한 두 가지 중요한 요청을 했다. 첫째는 북미 상황을 카프프랑세에서 통보받아 그곳에서의 작전을 어떻게 지원할지 결정할 수 있도록 하는 것이었고, 둘째는 북미 해역에 익숙한 30명의 도선사를 공급받는 것이었다.
5월 21일, 북아메리카의 미국군과 프랑스군의 사령관인 조지 워싱턴 장군과 로샹보 백작은 영국군에 대한 잠재적인 작전을 논의하기 위해 만났다. 그들은 뉴욕 시의 주요 영국 기지에 대한 공격이나 포위, 또는 버지니아에 있는 영국군에 대한 작전을 고려했다. 이 두 가지 옵션 모두 당시 서인도 제도에 있던 프랑스 함대의 지원을 필요로 했기 때문에, 카프프랑세에서 만날 것으로 예상되던 드 그라스에게 선박을 파견하여 가능성을 설명하고 지원을 요청했다. 로샹보는 드 그라스에게 보낸 개인 메모에서 버지니아에 대한 작전을 선호한다고 밝혔다. 두 장군은 그들의 병력을 뉴욕의 방어 시설을 연구하고 드 그라스의 소식을 기다리기 위해 화이트 플레인스, 뉴욕으로 이동했다.
드 그라스는 8월 15일 카프프랑세에 도착했다. 그는 즉시 체서피크로 향하겠다는 답변을 보냈다. 3,200명의 병력을 태우고 그는 28척의 전열함으로 구성된 전체 함대와 함께 카프프랑세에서 출항했다. 눈에 띄지 않기 위해 일반적인 항로를 벗어나 항해한 그는 8월 30일 체서피크만 입구에 도착하여 콘월리스의 육상 봉쇄를 돕기 위해 병력을 상륙시켰다. 만 밖에서 순찰 중이던 두 척의 영국 프리깃함은 드 그라스의 도착으로 만 안에 갇혔다. 이로 인해 뉴욕의 영국군은 너무 늦을 때까지 드 그라스 함대의 전체 전력을 알 수 없었다.
영국 해군중장 조지 브리지스 로드니 경은 드 그라스가 함대의 일부를 북쪽으로 이동시킬 계획이라는 경고를 받았다. 비록 그가 전체 함대를 이동시킬 수도 있다는 몇 가지 단서(예를 들어, 드 그라스가 요청한 도선사의 수를 알고 있었다)를 가지고 있었지만, 그는 드 그라스가 카프프랑세에 있는 프랑스 호송선을 떠나지 않을 것이며, 함대의 일부가 그 호송선을 프랑스로 호위할 것이라고 가정했다. 그래서 로드니는 함대를 분할하여 해군소장 새뮤얼 후드 경과 15척의 전열함을 북쪽으로 보내 북미에서 드 그라스의 목적지를 찾아 뉴욕에 보고하라는 명령을 내렸다. 병에 걸린 로드니는 회복하고 함대를 재정비하며 대서양 허리케인 시즌을 피하기 위해 나머지 함대와 함께 영국으로 돌아갔다. 후드는 8월 10일 앤티가섬에서 출항했는데, 드 그라스보다 5일 늦었다. 항해 중에 그의 함선 중 한 척이 분리되어 사략선에 나포되었다.
드 그라스보다 더 직접적으로 항해한 후드의 함대는 8월 25일 체서피크 입구에 도착했다. 그곳에 프랑스 함선이 없다는 것을 알게 된 그는 아버스넛이 떠난 후 북미 함대를 지휘하던 토머스 그레이브스 해군소장을 만나기 위해 뉴욕으로 항해했다. 그레이브스는 존 로렌스가 프랑스에서 보스턴으로 절실히 필요한 보급품과 경화를 가져오기 위해 조직한 수송선을 가로채기 위해 몇 주를 보냈다. 후드가 뉴욕에 도착했을 때, 그는 그레이브스가 항구에 있었지만 (수송선 가로채기에는 실패했다), 전투 준비가 된 전열함은 다섯 척뿐이었다는 것을 알게 되었다.
드 그라스는 뉴포트의 상대방인 드 바라스 백작에게 자신의 의도와 예상 도착 날짜를 통보했다. 드 바라스는 8월 27일 뉴포트에서 8척의 전열함, 4척의 프리깃함, 그리고 프랑스 무기와 공성 장비를 실은 18척의 수송선과 함께 출항했다. 그는 영국군이 뉴욕에서 추격해 올 경우 충돌 가능성을 최소화하기 위해 의도적으로 우회 항로를 택했다. 워싱턴과 로샹보는 그동안 8월 24일 허드슨강을 건너 일부 병력을 남겨 콘월리스를 지원하기 위한 클린턴 장군의 잠재적인 움직임을 지연시키는 기만 전술을 펼쳤다.
드 바라스의 출항 소식은 영국군이 체서피크만이 프랑스 함대의 목표라는 것을 깨닫게 했다. 8월 31일까지 그레이브스는 자신의 함선을 뉴욕 항구의 사주를 넘어 이동시켰다. 이제 19척의 함선으로 구성된 연합 함대의 지휘권을 인수한 그레이브스는 남쪽으로 항해하여 9월 5일 체서피크만 입구에 도착했다. 그의 진격은 느렸다. 일부 서인도 제도 함선들의 열악한 상태(후드 제독이 자신의 함대가 한 달 동안 사용할 수 있다고 주장한 것과 달리)로 인해 도중에 수리가 필요했다. 그레이브스는 또한 자신의 함대 중 일부 함선에 대해 우려했다. 특히 유럽은 기동에 어려움을 겪었다. 함대 간의 충돌은 마르세유가 앤서니 몰로이 함장이 지휘하는 64문 함 HMS 인트레피드와 포격전을 벌이면서 시작되었다.

## 결과

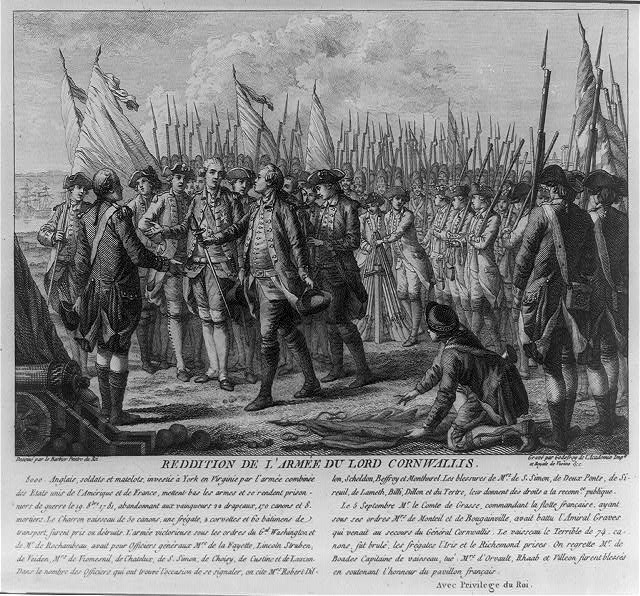
콘월리스 경의 항복

영국군이 혼란에 빠져 퇴각하자 왕당파 주민들 사이에 엄청난 패닉이 일어났다. 패배 소식은 런던에서도 좋게 받아들여지지 않았다. 조지 3세 국왕은 (콘월리스의 항복 소식을 듣기 한참 전에) "우리 함대의 패배를 알게 된 후 [...] 나는 제국이 거의 파멸되었다고 생각한다"고 썼다.
드 그라스가 콘월리스를 완전히 포위하는 데 성공하면서 프랑스군은 체서피크만을 확고히 장악하게 되었다. 드 그라스와 드 바라스는 여러 작은 영국 함선을 나포하는 것 외에도 작은 함선들을 할당하여 워싱턴과 로샹보의 병력을 메릴랜드의 엘크 곶에서 요크타운으로 수송하는 것을 도왔다.
그레이브스와 클린턴이 체서피크에 있는 프랑스 함대가 36척에 달한다는 사실을 알게 된 것은 9월 23일이 되어서였다. 이 소식은 17일 콘월리스가 몰래 보낸 전문을 통해 알려졌는데, 이 전문에는 도움을 요청하는 내용이 담겨 있었다. "아주 빨리 저를 구출해 주시지 못한다면, 최악의 소식을 들을 준비를 하셔야 할 겁니다." 뉴욕에서 수리를 마친 그레이브스 제독은 10월 19일 25척의 전열함과 7,000명의 병력을 실은 수송선과 함께 뉴욕을 출항하여 콘월리스를 구원하러 갔다. 이는 콘월리스가 요크타운에서 항복한 지 이틀 뒤였다. 워싱턴 장군은 드 그라스에게 승리에서의 그의 역할의 중요성을 인정했다. "육군이 어떤 노력을 기울이든, 현재의 경쟁에서는 해군이 결정권을 가져야 한다는 것을 아셨을 겁니다." 결국 콘월리스의 항복은 2년 후 평화로 이어졌고, 영국은 독립된 미국을 인정하게 되었다.
드 그라스 제독은 함대와 함께 서인도 제도로 돌아왔다. 1782년 자메이카를 점령하려던 프랑스-스페인 계획을 중단시킨 주요 교전에서, 그는 생트 해전에서 로드니에게 패배하여 포로로 잡혔다. 그의 기함 빌 드 파리는 그레이브스 제독이 지휘하는 함대의 일부로 영국으로 회항되던 중 폭풍으로 바다에서 침몰했다. 이 전투에서의 그의 행동에 대한 논란에도 불구하고, 그레이브스는 계속 복무하여 정식 제독으로 승진하고 아일랜드 귀족 작위를 받았다.

## 같이 보기
- 유사전쟁
- 미영 전쟁

## 내용주
1. ↑  Formal naval organisation did not begin until Washington took command in June 1775 (Callo 2006, 22–23쪽).
2. ↑  For example, Nelson 2008, 19쪽, claims that no troops were stationed on Noddle's and Ketchum 1999, 69쪽, implies as much. A Documentary History of Chelsea states (in testimony from British General Charles Sumner) that marines were present on the island.
3. ↑  This crossing was effected without Graves' guard boats taking notice (Nelson 2008, 18쪽).
4. ↑  Sources disagree on which vessel; Polly and Unity are both mentioned; Volo 2008, 41쪽, suggests that recent scholarship favours Polly (Drisko 1904, 50쪽; Benedetto 2006, 94쪽).
5. ↑  In warships, a breastwork refers to the armoured superstructure in the middle of the ship that did not extend all the way out to the sides of the ship

### 참고 문헌
- Beatson, Robert (1972) [1804]. 《Naval and Military Memoirs of Great Britain, from 1727 to 1783》 4. London: Longman, Hurst, Rees & Orme. ISBN 978-0-8398-0189-4. OCLC 669129181.
- Benedetto, William R. (2006). 《Sailing Into the Abyss: A True Story of Extreme Heroism on the High Seas》. New York: Citadel Press. ISBN 978-0-8065-2646-1. OCLC 70683882.
- Brooks, Victor (1999). 《The Boston Campaign》. Combined Publishing. ISBN 1-58097-007-9. OCLC 833471799.
- Callo, Joseph F (2006). 《John Paul Jones: America's First Sea Warrior》. Annapolis: Naval Institute Press. ISBN 978-1-59114-102-0. OCLC 62281463.
- Campbell, Charles (1860). 《History of the Colony and Ancient Dominion of Virginia》. Philadelphia: J. B. Lippincott. OCLC 2109795.
- Carrington, Henry Beebe (1876). 《Battles of the American Revolution, 1775–1781》. New York: A. S. Barnes. OCLC 33205321.
- Caulkins, Frances Manwaring; Griswold, Cecelia (1895). 《History of New London, Connecticut: From the First Survey of the Coast in 1612 to 1860》. New London, Connecticut: H. D. Utley. OCLC 1856358.
- Chamberlain, Mellen, 편집. (1908). 《A Documentary History of Chelsea: Including the Boston Precincts of Winnisimmet, Rumney Marsh, and Pullen Point 1624–1824》 2. Boston: Massachusetts Historical Society. OCLC 1172330.
- Charles, Patrick J (2008). 《Irreconcilable Grievances: The Events That Shaped American Independence》. Westminster, Maryland: Heritage Books. ISBN 978-0-7884-4566-8. OCLC 212838026.
- Coleman, Kenneth (1991). 《A History of Georgia》. Athens, GA: University of Georgia Press. ISBN 978-0-8203-1269-9. OCLC 21975722.
- Colomb, Philip (1895). 《Naval Warfare, its Ruling Principles and Practice Historically Treated》. London: W. H. Allen. OCLC 2863262.
- Daughan, George (2011) [2008]. 《If By Sea: The Forging of the American Navy—from the Revolution to the War of 1812》. Basic Books. ISBN 978-0-465-02514-5. OCLC 701015376.
- Davis, Burke (1970). 《The Campaign That Won America: the Story of Yorktown》. New York: Dial Press. OCLC 248958859.
- Dearden, Paul F. (1980). 《The Rhode Island Campaign of 1778》. Providence, RI: Rhode Island Bicentennial Federation. ISBN 978-0-917012-17-4. OCLC 60041024.
- Douglas, W. A. B. (1979). 〈BYRON, JOHN〉. 《Dictionary of Canadian Biography》 4. University of Toronto/Université Laval. 2016년 11월 21일에 확인함.
- Drisko, George Washington (1904). 《Narrative of the Town of Machias, the Old and the New, the Early and Late》. Press of the Republican. OCLC 6479739.
- Dull, Jonathan R (1975). 《The French Navy and American Independence: A Study of Arms and Diplomacy, 1774–1787》. Princeton, NJ: Princeton University Press. ISBN 978-0-691-06920-3. OCLC 1500030.
- Duncan, Roger F. (1992). 《Coastal Maine: A Maritime History》. New York: Norton. ISBN 0-393-03048-2. OCLC 24142698.
- Ferling, John E (2010). 《The Ascent of George Washington: The Hidden Political Genius of an American Icon》. New York: Bloomsbury Press. ISBN 978-1-60819-095-9. OCLC 462908150.
- Field, Edward (1898). 《Esek Hopkins, Commander-in-Chief of the Continental Navy During the American Revolution, 1775 to 1778》. Providence: Preston & Rounds. OCLC 3430958.
- French, Allen (1911). 《The Siege of Boston》. Macmillan. OCLC 3927532.
- Grainger, John D. (2005). 《The Battle of Yorktown, 1781: A Reassessment》. Woodbridge: The Boydell Press. ISBN 978-1-84383-137-2. OCLC 57311901.
- Gruber, Ira (1972). 《The Howe Brothers and the American Revolution》. New York: Atheneum Press. ISBN 978-0-8078-1229-7. OCLC 1464455.
- Howarth, Stephen (1999). 《To Shining Sea: a History of the United States Navy, 1775–1998》. Norman, OK: University of Oklahoma Press. ISBN 0-8061-3026-1. OCLC 40200083.
- Ketchum, Richard M (1999). 《Decisive Day: The Battle for Bunker Hill》. New York: Henry Holt and Company. ISBN 978-0-8050-6099-7. OCLC 40644809.
- Ketchum, Richard M (2004). 《Victory at Yorktown: the Campaign That Won the Revolution》. New York: Henry Holt and Company. ISBN 978-0-8050-7396-6. OCLC 54461977.
- Larrabee, Harold A (1964). 《Decision at the Chesapeake》. New York: Clarkson N. Potter. OCLC 426234.
- Leamon, James S (1995). 《Revolution Downeast: The War for American Independence in Maine》. Amherst: University of Massachusetts Press. ISBN 978-0-87023-959-5.
- Leckie, Robert (1993). 《George Washington's War: The Saga of the American Revolution》. New York: HarperCollins. ISBN 978-0-06-092215-3. OCLC 29748139.
- Linder, Bruce (2005). 《Tidewater's Navy: an Illustrated History》. Annapolis: Naval Institute Press. ISBN 978-1-59114-465-6. OCLC 60931416.
- Lockhart, Paul (2008). 《The Drillmaster of Valley Forge: The Baron de Steuben and the Making of the American Army》. New York: Smithsonian Books (HarperCollins). ISBN 978-0-06-145163-8. OCLC 191930840.
- Mahan, Alfred Thayer (1890). 《the Influence of sea power upon history, 1660–1783》. Boston: Little, Brown and Company. OCLC 8673260.
- Mahan, Alfred Thayer (1898). 《Major Operations of the Royal Navy, 1762–1783》. Boston: Little, Brown and Company. OCLC 3012050.
- McCullough, David (2005). 《1776》. New York: 사이먼 & 슈스터. ISBN 0-7432-2672-0. OCLC 57557578.
- Miller, Nathan (1974). 《Sea of Glory: The Continental Navy Fights for Independence, 1775–1783》. New York: David McKay Company. ISBN 978-0-679-50392-7. OCLC 844299. 2016년 12월 16일에 확인함.
- Miller, Nathan (1997). 《The U.S. Navy: A History》 3판. Annapolis: Naval Institute Press. ISBN 1-55750-595-0. OCLC 37211290.
- Morgan, William James (1959). 《Captains to the Northward》. Barre, MA: Barre Publishing. OCLC 1558276.
- Morison, Samuel Eliot (1999) [1959]. 《John Paul Jones: A Sailor's Biography》. Annapolis: Naval Institute Press. ISBN 978-1-55750-410-4. OCLC 42716061.
- Morrill, Dan (1993). 《Southern Campaigns of the American Revolution》. Baltimore: The Nautical & Aviation Publishing Company of America. ISBN 1-877853-21-6. OCLC 29357639.
- Morrissey, Brendan (1995). 《Boston 1775: The Shot Heard Around the World》. London: Osprey Publishing. ISBN 978-1-85532-362-9. OCLC 33042763.
- Morrissey, Brendan (1997). 《Yorktown 1781: the World Turned Upside Down》. London: Osprey Publishing. ISBN 978-1-85532-688-0. OCLC 39028166.
- Nelson, Paul David (1985). 《Anthony Wayne, Soldier of the Early Republic》. Bloomington, IN: Indiana University Press. ISBN 978-0-253-30751-4. OCLC 11518827.
- Nelson, James L. (2008). 《George Washington's Secret Navy: How the American Revolution Went to Sea》. New York: McGraw-Hill Professional. ISBN 978-0-07-149389-5. OCLC 212627064.
- Nelson, Paul David (1996). 《Sir Charles Grey, First Earl Grey: Royal Soldier, Family Patriarch》. Madison, NJ: Fairleigh Dickinson University Press. ISBN 978-0-8386-3673-2. OCLC 33820307.
- Perkins, James Breck (1911). 《France in the American Revolution》. Boston: Houghton Mifflin. OCLC 177577.
- Russell, David Lee (2000). 《The American Revolution in the Southern Colonies》. Jefferson, NC: McFarland. ISBN 978-0-7864-0783-5. OCLC 44562323.
- Schaeper, Thomas (2011). 《Edward Bancroft: Scientist, Author, Spy》. New Haven, CT: Yale University Press. ISBN 978-0-300-11842-1. OCLC 178289618.
- Sweetman, Jack (2002). 《American Naval History: An Illustrated Chronology of the U.S. Navy and Marine Corps, 1775–present》. Annapolis: Naval Institute Press. ISBN 1-55750-867-4. OCLC 48046120.
- Thomas, Evan (2004). 《John Paul Jones: Sailor, Hero, Father of the American Navy》. New York: Simon and Schuster. ISBN 978-0-7432-5804-3. OCLC 56321227.
- Troude, Onésime-Joachim (1867). 《Batailles navales de la France》 (프랑스어) 2. Challamel ainé. OCLC 18683121.
- Volo, James M (2008). 《Blue Water Patriots: The American Revolution Afloat》. Lanham: 로먼 & 리틀필드. ISBN 978-0-7425-6120-5. OCLC 209652239.
- Ward, Christopher (1952). 《War of the Revolution》. New York: Macmillan. OCLC 214962727.

## 더 읽어보기
- Clark, William Bell, 편집. (1964). 《Naval Documents Of The American Revolution, Volume 1 (Dec. 1774 - Sept. 1775)》. Washington D.C., U.S. Navy Department.